# Batalla d'Hormizdegan
La batalla d'Hormizdegan fou una batalla lliurada el 28 d'abril del 224 a Hormazan (Pèrsia) entre l'Imperi Part i els sassànides, amb victòria sassànida.

## Antecedents
Artaban V de Pàrtia tenia tota la confiança en el seu aliat i vassall Artaxerxes I, príncep de Pèrsia qui en realitat conspirava contra el rei arsàcida de l'Imperi Part. Ardashir estengué ràpidament els seus dominis exigint la lleialtat dels prínceps locals de Fars i obtenint el control sobre les províncies veïnes de Kerman, Esfahan, Susiana i Menese. Fomentà també una rebel·lió de nobles a l'Atropatene. Com a resposta, Artaban ordenà al governador del Khuzestan atacar. Els dos exèrcits es van trobar el 28 d'abril del 224 a la batalla d'Hormazan, a la província de Lurestan, on venceren els sassànides.

## Batalla
Artaban organitzà una segona campanya i els dos exèrcits s'enfrontaren de nou a finals del 226, prop d'Ormuz, entre Bebehan i Shushtar (Sosirate), en la que Artaban fou derrotat i mort.

## Conseqüències
Artaxerxes I va anar sent reconegut per les províncies de Mèdia, Sistan, Khurasan, Margiana i Aria, i fins i tot temporalment pels kushana i els indo-escites de l'Afganistan. Ardashir va agafar el títol de Shahanshah (rei de reis, en arameu malkan-malka) inaugurant quatre segles de govern sassànida. La seva investidura a Ctesifont, feta davant el déu Ahura Mazda o Ormazd, apareix als relleus de Naqsh-e-Radjab i Naqsh-e-Rostam, prop de Persèpolis.